# Veranderlijke feestdag
Een veranderlijke feestdag, roerende feestdag of variabele feestdag is een (jaarlijkse) feest- of gedenkdag die niet op een vaste datum valt. Feestdagen die niet roerend zijn heten onroerende feestdagen.

## Maankalender
Christelijke feestdagen - dit zijn de eigenlijke roerende feestdagen - met een veranderlijke datum zijn onder meer:
- Goede Vrijdag (twee dagen voor Eerste Paasdag)
- Pasen (de eerste zondag na de eerste volle maan in het voorjaar)
- Hemelvaartsdag (39 dagen na Pasen)
- Pinksteren (49 dagen na Pasen)

Joodse en islamitische feestdagen vallen op een vaste dag in de joodse, respectievelijk islamitische kalender, beide op de gang van de maan gebaseerd. Voor zover deze dagen gevierd worden in een omgeving waar een andere kalender wordt gebruikt kunnen ze ook als roerende feestdagen worden beschouwd.

## Andere dagen
Er bestaan ook bijzondere dagen die geen roerende feestdagen zijn, maar wel aan de kalender gebonden zijn, en toch geen vaste datum hebben, zoals:
- Biddag voor Gewas en Arbeid, protestants, Nederland: tweede woensdag van maart
- Moederdag: tweede zondag in mei
- Vaderdag: derde zondag in juni
- Prinsjesdag, opening van het parlementaire jaar in Nederland: derde dinsdag van september
- Dankdag voor Gewas en Arbeid, protestants, Nederland: eerste woensdag van november (alleen in de provincie Zeeland de laatste woensdag)
- Dag van de Vlag op Saba: eerste vrijdag van december.

## Gebruik in cultuur
De titel van het boek A Moveable Feast (een roerende feestdag) van de Amerikaanse schrijver Ernest Hemingway over zijn wilde jaren in Parijs is een woordspeling.